# Samuel Grubbe
Samuel Grubbe (født 19. februar 1786 på Segloraberg i Elfsborgs län, død 7. november 1853 i Uppsala) var en svensk filosof.
I 1806 blev han ansat som docent. I 1813 blev han professor i logik i Uppsala, 1827 i etik og politik. 1840—44 var han medlem af statsrådet, senere levede han som privatmand.
Grubbe var oprindelig tilhænger af Schelling, men forsøgte senere at begrunde en opfattelse, ifølge hvilken Gud er en absolut personlighed uden for tid og rum, hos hvem de endelige bevidstheder er evige ideer. De endelige bevidstheders leven i tiden er kun et skin, der skyldes den sanselige opfattelsesforms ejendommeligheder.
Grubbe, der anses for en af Sveriges betydeligste filosoffer og er Boströms forløber, udgav kun få skrifter og har væsentlig virket gennem sine formfulde forelæsninger. Hans Filosofiska skrifter i urval er udgivne af Nyblæus (7 bind, 1876-84).